# T-Centralen
T-Centralen (Zweeds voor Metro Centraal) is het hoofdstation en centrale overstappunt van de metro van Stockholm en ligt in het stadsdeel Norrmalm van Stockholm. Het station werd geopend op 24 november 1957, aanvankelijk als Centralen, maar werd al na een paar maanden hernoemd in T-Centralen om verwarring met het spoorwegstation Stockholm-Centraal te voorkomen. Het station ligt aan de rode, groene en blauwe route, bedient als enige alle lijnen en heeft binnen loopafstand verbindingen met station Stockholm Centraal en station Stockholm City. Het is met 219.000 reizigers per dag het drukste van de metro.

## Aanleg

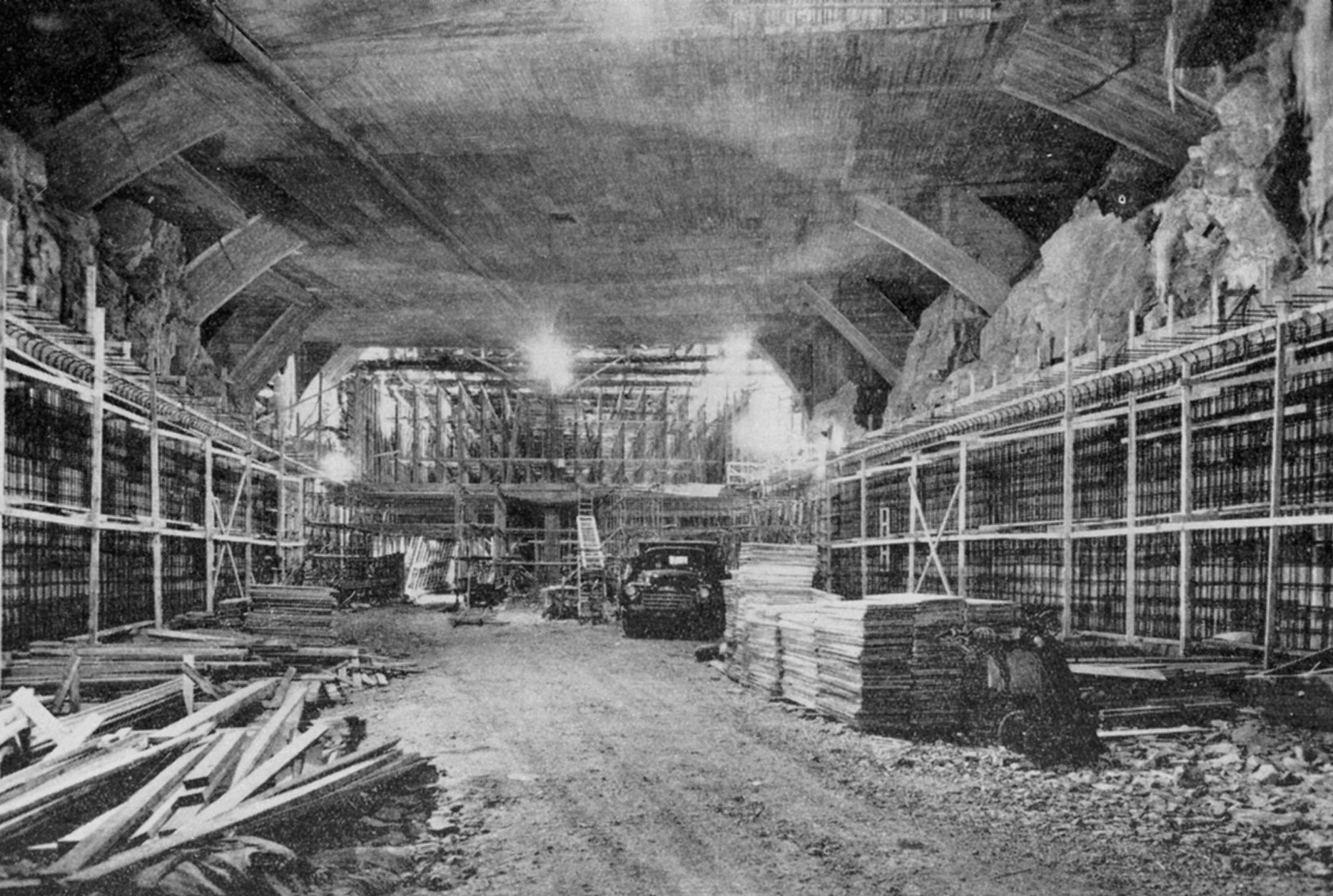
De bouwplaats onder de Klarakerk in 1956

Het station werd geopend als onderdeel van de verbinding tussen Hötorget en Slussen, zodat de twee delen van de groene route aan elkaar verbonden werden. Het eerste bouwdeel van het station bestaat uit twee boven elkaar liggende eilandperrons. Hiervoor werd onder de Klarakerk met behulp van springstof een tunnelbuis in de rotsen gebouwd, waarin op 8,5 meter en 14 meter diepte perrons en sporen werden gebouwd. De tunnels voor de aansluitende sporen werden volgens de openbouwputmethode aangelegd. Het tweede bouwdeel van het station werd in de jaren 1970-1975 gebouwd onder het warenhuis Åhléns aan de Klarabergsgatan. Dit deel is op grote diepte, 26 tot 32 meter onder straatniveau, eveneens met springstof in de rotsbodem “uitgehakt” en werd op 31 augustus 1975 geopend. Het is van het stationstype grot, waarbij geen afwerking met beton plaatsvindt, maar de rotsen in ruwe vorm worden beschilderd en de perrons, roltrappen en sporen in de holle ruimtes worden ingebouwd. Nog dieper op 36 meter onder straatniveau ligt het station Stockholm City van de Citybanan, dat op 10 juli 2017 is geopend.

## Metroverkeer

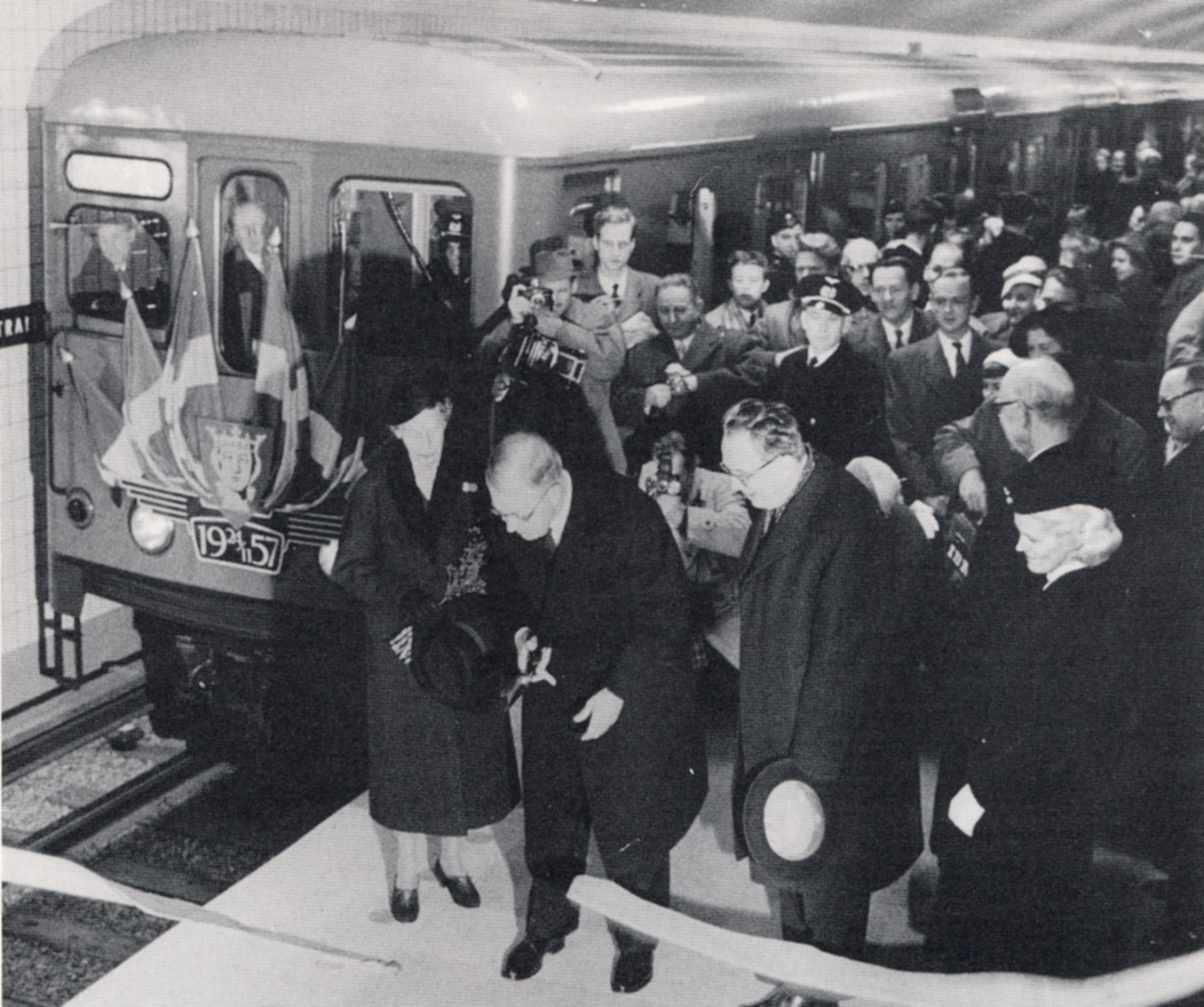
De opening op 24 november 1957

Het station werd geopend als onderdeel van de groene route, het ontwerp hield echter al rekening met de rode route. Hierbij werd vooral gedacht aan optimale overstapmogelijkheden voor reizigers tussen het oosten en het noorden van het centrum. Door een uitgekiende combinatie van de verschillende sporen in samenhang met station Gamla Stan kunnen overstappers tussen de groene en rode route hetzij op T-Centralen, hetzij op Gamla Stan overstappen op hetzelfde perron. Op T-Centralen wordt het bovenste eilandperron bediend door de groene route in noordelijke richting en de rode route in zuidelijke richting. Het middelste eilandperron wordt bediend door de groene route in zuidelijke richting en de rode route in noordelijke richting. Deze oplossing maakt het mogelijk over te stappen tussen de groene- en rode route in tegengestelde richting op hetzelfde perron. Degenen die in dezelfde richting willen overstappen op hetzelfde perron kunnen terecht op Gamla Stan. Het onderste perron wordt bediend door de blauwe lijn en is via roltrappen en een 100 meter lange voetgangerstunnel met rolpaden verbonden met de andere perrons.

## Station

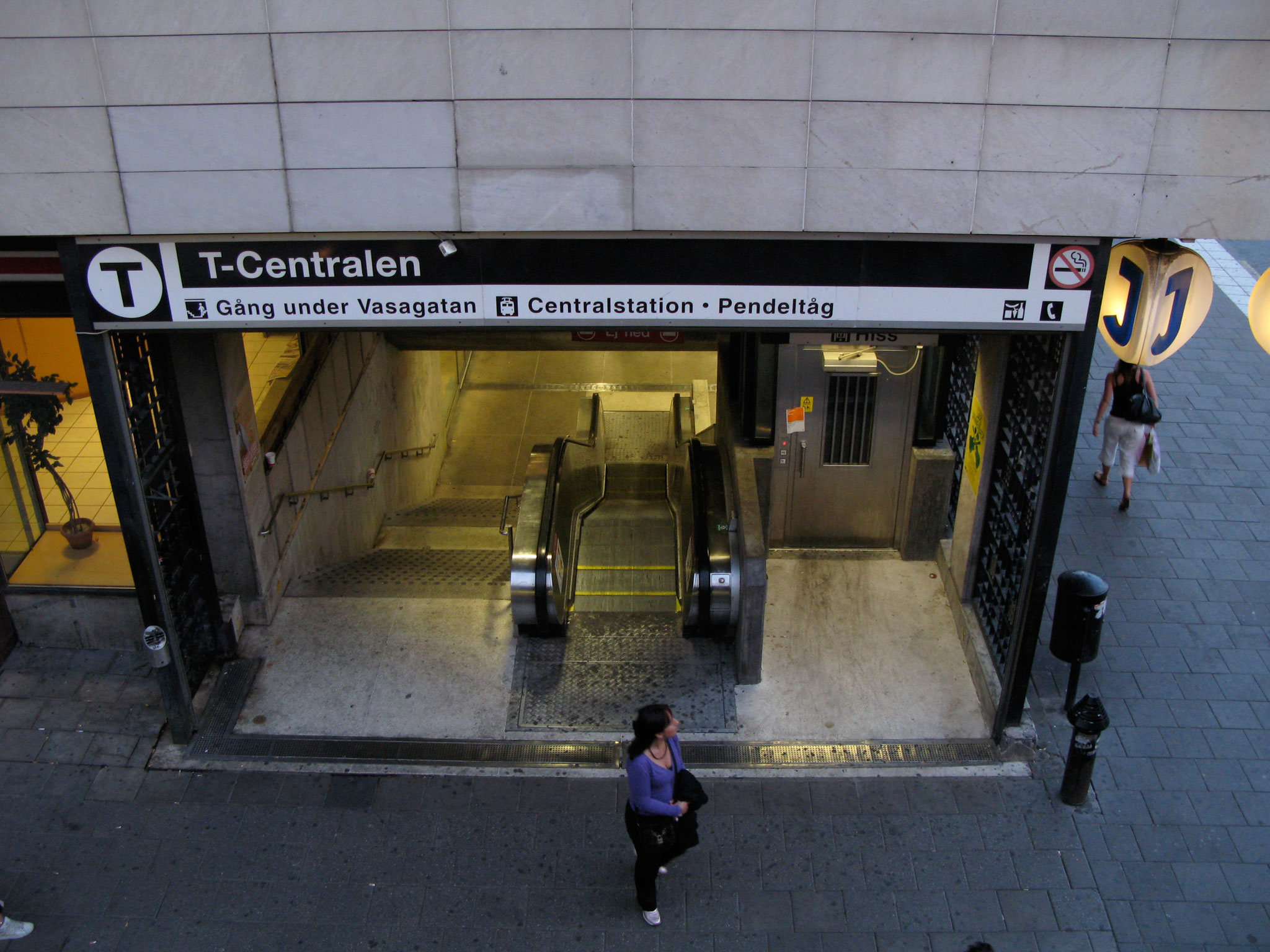
Ingang T-Centralen aan de Vasagatan

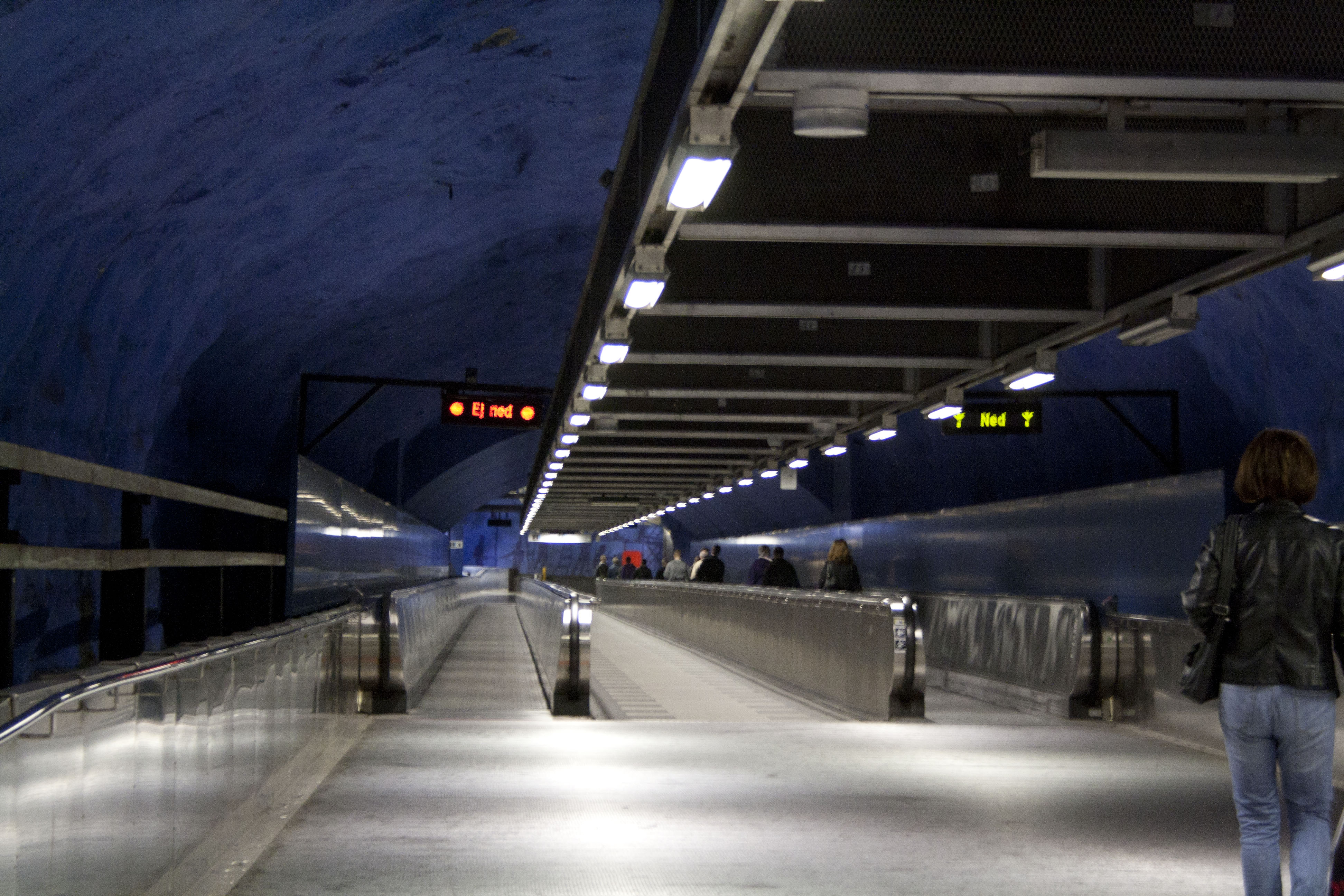
De overstaptunnel

### Toegang
Het station kent drie toegangen waarvan die aan de Drottninggatan/Sergels torg toegang biedt tot alle drie de routes. Aan de westkant van het eerste deel van het station ligt de toegang aan het stationsplein bij de Vasagatan. Deze toegang, die werd geopend op 1 december 1958, biedt alleen toegang tot de groene en rode route en de verdeelhal van station Stockholm City. Door een voetgangerstunnel onder het stationsplein is de verdeelhal verbonden met het treinstation Stockholm-Centraal ene het busstation Cityterminalen. Iets noordelijker aan de Vasagatan ligt aan het westelijk uiteinde van het tweede deel van het station een toegang die naar de blauwe route, en sinds 10 juli 2017 ook naar de verdeelhal van station Stockholm City leidt.

### Kunst en decoratie

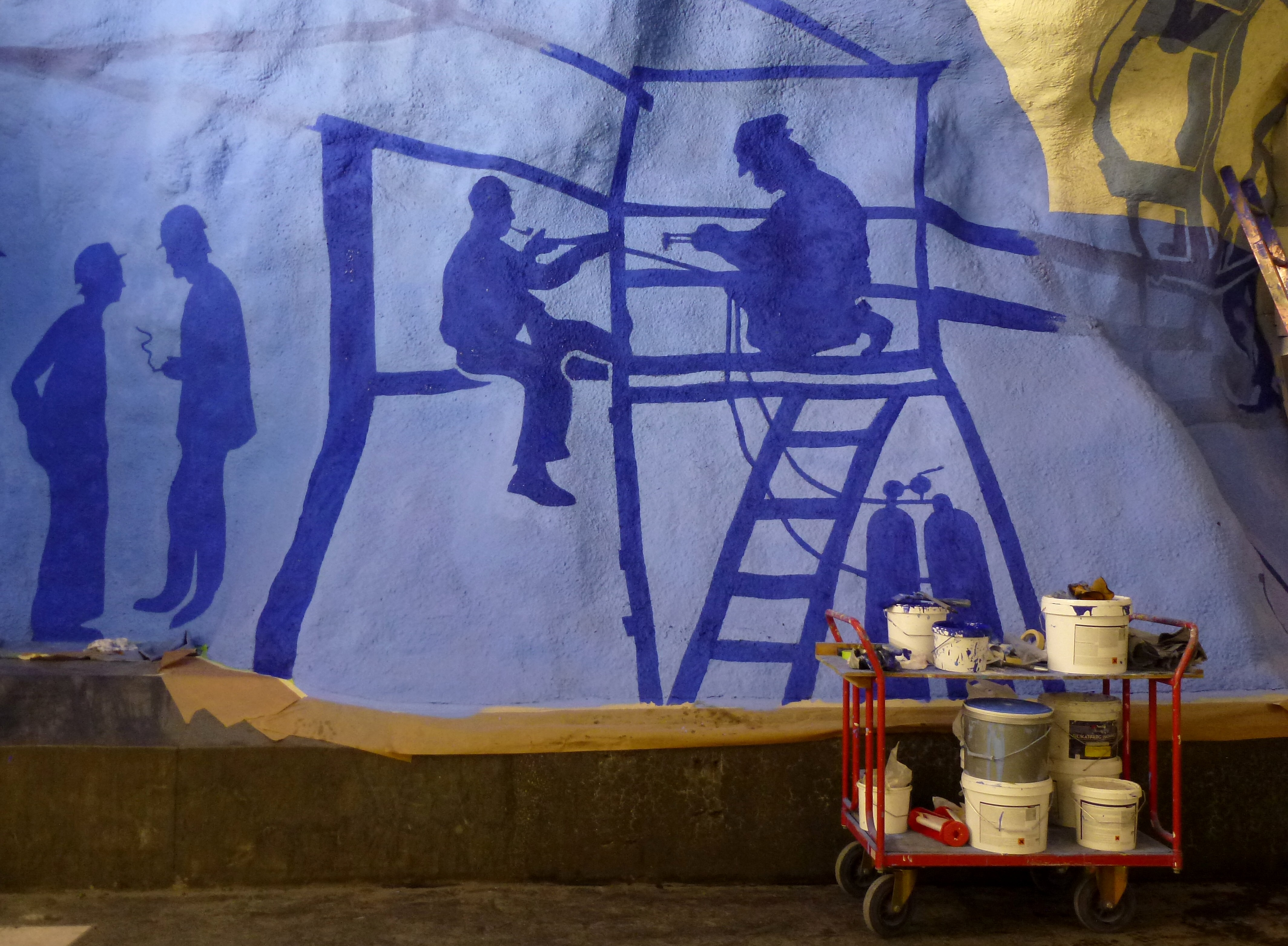
De bouwvakkers van Per Olov Ultvedt

Het station is bekend door de schilderingen en kunstwerken bij de perrons van de blauwe route op 26 tot 32 meter onder de grond. De architect was Gunnar Lené die het station als grot ontwierp. In het hele station zijn werken van verschillende kunstenaars te vinden

#### Toegang Vasagatan
- Mural "Return" van Jörgen Fogelquist, in 1957, 1962 en 1995.

#### Bovenste niveau eerste bouwdeel
- Banken uit kunststeen van Egon Møller-Nielsen, uit 1957.
- 145 meter lange keramische wand, "Karlavagnen” van Anders Österlin en Signe Persson-Melin, uit 1957.
- Reliëf op zwarte pijlers, "Linje", van Berndt Helleberg, uit 1957.
- Tekeningen op zwarte pijlers, "Vrouwen pijler" van Siri Derkert uit 1957.
- Steen en glas mozaïek op stenen pilaren, "Stadsdeel Klara gaat ondanks alles niet verloren" van Vera Nilsson, uit 1957.
- Muurschildering met glazen prisma van Erland Melanton en Bengt Edenfalk, uit 1958.

#### Onderste niveau eerste bouwdeel
- Baksteen met patronen van Oscar Brandt Berg, uit 1957.
- Kleine reliëfplaten op pijlers van Torsten Treutiger, uit 1957.
- Tot 1997 een smeedijzeren hek in de doorgang naar de Klarakerk van Britt-Louise Sundell, uit. Het hekwerk is opgeslagen in het depot van Hammarby.

#### Tweede bouwdeel
- Blauwe wijnstokken en bloemen en silhouetten van bouwvakkers door Per Olov Ultvedt.
- Wisselende schilderijen die van tijd tot tijd worden vervangen in de verbindingsgang tussen de twee bouwdelen, van Ola Billgren, Jan Håfström, Olle Käks en Ulla Wiggen.
- Email panelen “Take the A-train” van Carl Fredrik Reuterswärd, uit 1984.
- Sinds de herfst van 2011 zijn de muren bij de loopbrug voorzien van informatie over de Citybanan en een fotocollage met een groot aantal foto's van T-Centralen en omgeving van verleden tot heden.

Hjulsta ·
Tensta ·
Rinkeby · 
Rissne · 
Duvbo ·
Sundbybergs centrum · 
Solna strand · 
Huvudsta · 
Västra skogen ·
Stadshagen ·
Fridhemsplan ·
Rådhuset ·  
T-Centralen ·
Kungsträdgården · 
(Sofia) ·
(Hammarby kanal) ·  
(Sickla) ·
(Järla) ·
(Nacka centrum)
(Barkarby) ·
(Barkarbystaden)·
Akalla ·
Husby ·
Kista · 
(Kymlinge) · 
Hallonbergen · 
Näckrosen ·
Solna centrum · 
Västra skogen · 
Stadshagen ·
Fridhemsplan · 
Rådhuset ·
T-Centralen ·
Kungsträdgården · 
(Sofia) ·
(Gullmarsplan)·  
(Slakthuset) ·
(Sockenplan) ·
(Svedmyra) ·
(Stureby) ·
(Bandhagen) ·
(Högdalen) ·
(Rågsved) ·
(Hagsätra) ·
(Älvsjö)
Norsborg ·
Hallunda ·
Alby ·
Fittja ·
Masmo ·
Vårby gård ·
Vårberg ·
Skärholmen ·
Sätra ·
Bredäng ·
Mälarhöjden ·
Axelsberg ·
Örnsberg ·
Aspudden ·
Liljeholmen ·
Hornstull ·
Zinkensdamm ·
Mariatorget ·
Slussen ·
Gamla Stan ·
T-Centralen ·
Östermalmstorg ·
Karlaplan ·
Gärdet ·
Ropsten
Fruängen·
Västertorp·
Hägerstensåsen·
Telefonplan ·
Midsommarkransen ·
Liljeholmen ·
Hornstull ·
Zinkensdamm ·
Mariatorget ·
Slussen ·
Gamla Stan ·
T-Centralen ·
Östermalmstorg ·
Stadion ·
Tekniska högskolan ·
Universitetet ·
Bergshamra ·
Danderyds sjukhus ·
Mörby centrum
Åkeshov· 
Brommaplan·
Abrahamsberg· 
Stora Mossen· 
Alvik · 
Kristineberg · 
Thorildsplan  · 
Fridhemsplan · 
S:t Eriksplan · 
Odenplan  · 
Rådmansgatan  · 
Hötorget · 
T-Centralen ·  
Gamla Stan · 
Slussen · 
Medborgarplatsen ·  
Skanstull · 
Gullmarsplan ·  
Skärmarbrink·  
Hammarbyhöjden·  
Björkhagen·  
Kärrtorp ·  
Bagarmossen·  
Skarpnäck
Alvik · 
Kristineberg · 
Thorildsplan  · 
Fridhemsplan · 
S:t Eriksplan · 
Odenplan  · 
Rådmansgatan  · 
Hötorget · 
T-Centralen ·  
Gamla Stan · 
Slussen · 
Medborgarplatsen ·  
Skanstull · 
Gullmarsplan ·  
Skärmarbrink ·  
Blåsut·  
Sandsborg·  
Skogskyrkogården ·  
Tallkrogen·
Gubbängen·  
Hökarängen·
Farsta·
Farsta strand
Hässelby strand · 
Hässelby gård ·
Johannelund ·
Vällingby ·
Råcksta ·
Blackeberg ·
Islandstorget ·
Ängbyplan ·
Åkeshov· 
Brommaplan·
Abrahamsberg· 
Stora Mossen· 
Alvik · 
Kristineberg · 
Thorildsplan  · 
Fridhemsplan · 
S:t Eriksplan · 
Odenplan  · 
Rådmansgatan  · 
Hötorget · 
T-Centralen ·  
Gamla Stan · 
Slussen · 
Medborgarplatsen ·  
Skanstull · 
Gullmarsplan ·  
Globen ·
Enskede gård ·
Sockenplan ·
Svedmyra ·
Stureby ·
Bandhagen ·
Högdalen ·
Rågsved ·
Hagsätra